# MPEG-2

classification

MPEG-2 (H.262) est la norme de seconde génération (1994) du Moving Picture Experts Group qui fait suite à MPEG-1. MPEG-2 définit les aspects compression de l’image et du son et le transport à travers des réseaux pour la télévision numérique.
Les aspects Systèmes (synchronisation, transport, stockage) sont définis dans la norme ISO/CEI 13818-1 (Codage générique des images animées et du son associé - Partie Systèmes). Les aspects compression, quant à eux, sont définis dans les normes ISO/CEI 13818-2 et 3 (Codage générique des images animées et du son associé - Parties vidéo, audio).
Ce format vidéo est utilisé pour les DVD et SVCD avec différentes définitions d’image.
Ce format est également utilisé dans la diffusion de télévision numérique par satellite, câble, réseau de télécommunications ou hertzien (TNT).

## Brevets
Des brevets logiciels sont déposés sur différentes techniques couvertes par MPEG-2. Le consortium MPEG LA regroupe les différentes entreprises titulaires de ces brevets pour vendre des licences. Le dernier brevet américain expirant le 14 février 2018, seuls les brevets philippins et malaisiens restent actifs après cette date,.